# Myrmeleon (Myrmeleon) lagopus
Myrmeleon (Myrmeleon) lagopus is een insect uit de familie van de mierenleeuwen (Myrmeleontidae), die tot de orde netvleugeligen (Neuroptera) behoort. 
Myrmeleon (Myrmeleon) lagopus is voor het eerst wetenschappelijk beschreven door Gerstäcker in 1894.